# Classificação Brasileira de Ocupações
A Classificação Brasileira de Ocupações (CBO) é uma norma de classificação numerativa e descritiva de atividades econômicas e profissionais determinada pela Comissão Nacional de Classificação para o uso de órgãos governamentais. Conforme explica o Presidente do Conselho Federal de Farmácia, Walter Jorge João, "a CBO é o documento que reconhece e classifica as ocupações do mercado brasileiro, organizadas e descritas por famílias. Sua atualização e modernização se devem às mudanças ocorridas no cenário cultural, econômico e social do País, nos últimos anos, implicando alterações estruturais no mercado de trabalho. Ela serve como base para a estruturação de carreiras e ocupação de vagas no setor público e no setor privado. A CBO também tem relevância para a integração das políticas públicas dos Ministérios do Trabalho e Emprego e Ministério da Previdência Social".
Mesmo tendo em vista esse parâmetro, várias instituições costumam não utilizar essa classificação, usando diversas nomenclaturas que apesar de diferentes podem fazer parte de uma mesma ocupação.
As duas principais versões são a CBO 94 e a CBO 2002, sendo esta última a que está atualmente em vigor.
Estiveram envolvidos no processo de desenvolvimento da CBO pesquisadores da Unicamp, UFMG e Fipe/USP e profissionais do Serviço Nacional de Aprendizagem Industrial - Senai.
Como consequência, ela é usada também em relatórios (inclusive eletrônicos) entregues para órgãos governamentais, inclusive declarações de Imposto de Renda e RAIS.
A legislação aprova a Classificação Brasileira de Ocupações é a Portaria nº 397, de 09 de outubro de 2002.
O que se deve ter em mente é que a CBO não regulamenta uma profissão. Ela apenas tem por finalidade a identificação das ocupações no mercado de trabalho, para fins classificatórios juntos aos registros administrativos e domiciliares. Já a regulamentação da profissão é realizada por meio de lei.

## Importância
Segundo o Ministério do Trabalho e Emprego, além da importância da CBO para os trabalhadores e categorias profissionais, a classificação da CBO serve como documento de referência para:
- Relação Anual de Informações Sociais – RAIS;
- Cadastro Geral de Empregados e Desempregados – CAGED;
- Seguro desemprego;
- Preenchimento Carteira de Trabalho;
- Qualificação Profissional;
- Aprendizagem;
- Intermediação de mão-de-obra;
- Imigração;
- Fiscalização do trabalho;
- Ministério da Saúde – registros de: mortalidade profissional, incidência de doenças relacionadas à ocupação e RIPSA (Rede Interagencial de Informações para a Saúde);
- Imposto de Renda Pessoa Física;
- Previdência Social – CNIS (Cadastro Nacional de Informações Sociais);
- IBGE – Pesquisas: Censo, PNAD (Pesquisa Nacional de Amostra por Domicílios), PME (Pesquisa Mensal de Emprego).

Assim, os dados da CBO alimentam as bases estatísticas de trabalho e servem de subsídio para a formulação de políticas públicas de emprego.